# Кемеровское книжное издательство
«Ке́меровское кни́жное изда́тельство» — советское и российское государственное издательство. Основано в 1947 году в Кемерове.

## История
Основано в 1947 году. В 1963 году перешло в подчинение Государственному комитету Совета министров РСФСР по печати.
Специализировалось на выпуске экономической, сельскохозяйственной, краеведческой, детской и художественной литературы. Выпускало книжные серии «Слава труду» и «Школьная библиотека». В начале 1990-х годов специализировалось на выпуске заказной литературы, в середине 1990-х годов снова стало многопрофильным.
| Статистика по объёмам производства. 1979–2000 годы | Статистика по объёмам производства. 1979–2000 годы | Статистика по объёмам производства. 1979–2000 годы | Статистика по объёмам производства. 1979–2000 годы | Статистика по объёмам производства. 1979–2000 годы | Статистика по объёмам производства. 1979–2000 годы | Статистика по объёмам производства. 1979–2000 годы | Статистика по объёмам производства. 1979–2000 годы | Статистика по объёмам производства. 1979–2000 годы | Статистика по объёмам производства. 1979–2000 годы | Статистика по объёмам производства. 1979–2000 годы |
| —                                                  | 1979                                               | 1980                                               | 1982                                               | 1983                                               | 1984                                               | 1985                                               | 1990                                               | 1991                                               | 1994                                               | 2000                                               |
| -------------------------------------------------- | -------------------------------------------------- | -------------------------------------------------- | -------------------------------------------------- | -------------------------------------------------- | -------------------------------------------------- | -------------------------------------------------- | -------------------------------------------------- | -------------------------------------------------- | -------------------------------------------------- | -------------------------------------------------- |
| Книг и брошюр, печатных единиц                     | 51                                                 | 54                                                 | 54                                                 | 55                                                 | 63                                                 | 64                                                 | 57                                                 | 46                                                 | 5                                                  | 112                                                |
| Тираж, млн экз.                                    | 2,7                                                | 2,14                                               | 2,522                                              | 2,5757                                             | 2,9092                                             | 2,7913                                             | 1,6316                                             | н. д.                                              | н. д.                                              | 0,1023                                             |
| Печатных листов-оттисков, млн                      | н. д.                                              | 15,3871                                            | 15,8473                                            | 17,0551                                            | 20,93                                              | 22,5336                                            | 18,9528                                            | н. д.                                              | н. д.                                              | н. д.                                              |

В 2013 году ликвидировано.